# Phoenicoprocta teda
Phoenicoprocta teda är en fjärilsart som beskrevs av Walker 1854. Phoenicoprocta teda ingår i släktet Phoenicoprocta och familjen björnspinnare. Inga underarter finns listade i Catalogue of Life.